# 白蛇のナーガ
白蛇のナーガ（サーペントのナーガ）は、小説『スレイヤーズ』に登場する架空の人物である。ドラゴンマガジン版では篠原恵美が担当。アニメでは声優は川村万梨阿。

## 人物
『すぺしゃる』『すまっしゅ。』や劇場版、OVAに登場する、リナ以上に型破りな性格をした女魔道士。ネーミングはインド神話の蛇神ナーガより。リナがガウリイと出逢う以前に、事実上2人でパーティを組んでいた。TVアニメでもモブキャラクターとして出ている。小説本編には登場しないものの、本編のある登場人物数名と深く関わっている。
リナの最大最強にして最後のライバルを自称し、リナと戦い1度だけリナ本人に負けを認めさせたが、後日しばらくの間それを口実にリナにいびり倒されることとなる。話が進むにつれて、リナにメシをたかったり、一緒に仕事をしたりしている。話によってはリナの敵側に付く事も多いが、リナ曰く「味方につけると心細いが、敵に回せばおもしろい」存在である。
リナと同じく食べ物にがめつい大食いで、酒にも強くジョッキ一杯のブランデーでも顔色ひとつ変えずに一気飲みする。コインを落とせばそれに飛びつく守銭奴でもある。外見は知的な容貌と抜群のプロポーションを持つ黒髪の美人だが、いかにも「悪の女黒魔道士」もしくは「（特殊な）女王様」然とした黒いボンデージ系の（ビキニアーマーの）服とトゲ付の肩当（母親の形見）を常に身につけており、常人とはかけ離れた美意識と価値観を持っている。登場する際には、大概「ほーほっほっほっほっほ!」と高笑いをしてから出てくる。冬に薄着1枚でも風邪ひとつ引かず、どんなに失敗しようがドジを踏もうが魔法でふっ飛ばされようが凍らされようがドラゴンに踏み潰されようが、すぐさま復活してくる驚異の回復力を誇るギャグキャラ。なおその回復力は話が進む度にどんどん早くなっている。ただし、このあたりの“非常識さ”設定がシリーズの進行にともなって目立って行ったのはガウリイと事情を同じくする。初期には、「リナが悪党ごと竜破斬で城を吹き飛ばし、それをナーガに責められる」等、ナーガのほうが“常識”役のシーンも多かった。また初登場時（短編『ナーガの挑戦』：ドラゴンマガジン1990年8月号掲載）にはリナの投宿先の火災に巻き込まれて大火傷を負い、再登場の時は身動きもままならない包帯ミイラと化するなど回復力はなかった。

## 魔法・技能
魔道士としての実力は高く、外見や性格とは裏腹に高位の白魔術が使えたり、一度見た魔法を独学でものにしたりしているが、リナ曰く「手段のためには目的を選ばない」性格のせいかあまり有効活用していない。未完成のゴーレム生成魔法を後先考えずに使って町を半壊させることもある。よく使う魔法はゴーレム生成術や召喚術。攻撃呪文は氷系統を多用する。クラゲや木の根、青虫には本人曰く人望があるそうで自由自在に操ることができる。意外にも弱点は血が嫌いな事で、血を見ると気絶してしまう。外見に反して家庭的な一面も持っており、家事は万能でリナと互角以上の腕前である。各国の上流支配階級の事情や裏社会の情報などに妙に詳しい。妙なカリスマ性を持っており、その特異な姿や（本人としては深い意味のない）言動は本編や『すぺしゃる』作中で本人の知らない内に登場人物に深い影響を与えていたりもする。

## 装備
魔力剣
形状はキドニー・ダガー。血を見ると気絶してしまうため攻撃に使うことはなく呪文を弾くなど防御に使う。
ショルダー・ガード（肩あて）
母親の形見。トゲつきのため、身振りが必要な魔法を使う際、トゲが頬に刺さってしまい邪魔になることもある。
ドクロのネックレス
母親の形見。見た目もそのままの小型ドクロが付いているネックレス。なお、このドクロのネックレスは、漫画版などではナーガの感情に共鳴した表情を表す機能を持つ。

## 出自
作中での明言は慎重に避けられているが、本名はグレイシア＝ウル＝ナーガ＝セイルーン、セイルーン王家の第一王位継承者フィリオネルの長女。つまりアメリアの姉である。
作中でアメリア以外にそれを知る者は居ないが、読者に対しては丁寧に暗示されている。彼女のほぼ裸に近い衣装は亡くなった母親、つまりフィリオネルの亡き妻の隠された趣味であるらしい。リナはナーガがアメリアの姉である事を知らないので第1部のラストでアメリアと別れる際、グレイシアが常識的な人物である事を願っている。なお、現在まで本編および外伝にアメリアとナーガが同時に登場した事はないが、『スレイヤーズVSオーフェン』では顔を合わせている。その際、ナーガは仮面を着けており「奇妙に動揺」してはいたが、アメリアは特に何も気づかなかった様子である。ドラマCD「えぴろーぐ おぶぷれみあむ」ではゴーレムの中にいるので姿は見えないが、アメリアはナーガの声を聞いたことのあるような声だと言っている。また、「スレイヤーズろいやる2」ではアメリア以外の第1部の本編キャラと共演しているが、シナリオの関係上、本編キャラとの会話は少なく、内容もよそよそしい。また、ゼルガディス登場の頃には記憶をなくしていたのでかなりマトモな発言をしていた。アメリア関連以外でナーガがフィリオネルの長女である事を暗示している場面としては、リナが「平和主義者直伝」の攻撃を行った際、妙に動揺していたことなど。
アニメ版無印第17話にはナーガと思しき通行人が登場しており、アメリアが微妙に反応を示していたような描写がある。『TRY』第23話においてはサディスティックに高笑いを上げるリナに対しアメリアが「その笑い方…何かイヤです」と忌避感を示している。
原作者によるとグレイシアは王宮では高貴で朗らかな笑い声が評判の淑女で、お家騒動で母親が暗殺者ブーレイに殺され、母を守れなかった力不足を嘆き、母の形見の衣装を身につけ修行の旅に出たとのこと。なお、そのブーレイはナーガによって倒されている。

## その他
「リナのライバル」というコンセプトで設定されたキャラクターだが、当初は単なるゲストの予定であった。しかし作者いわく「気がついたら次の回も出ていた」とのことで、短編ではレギュラーに昇格した唯一のキャラクターである。
「（普通の格好をして黙って立っていたら）清楚で大人しい女の人」＝「（日本の）白蛇の化身」というイメージから『白蛇＝サーペント』という二つ名が生まれ、『ナーガ』と言う名前は最後に設定された。
あらいずみるいもゲストキャラと聞いていたため、ほぼ勢いに任せてデザインしたとのことである。
元々は、本編4巻『聖王都動乱』に登場する予定であったが、その際の説明ゼリフやフォローコメントが長くなりすぎるため、代わりに新キャラクターのアメリアが生み出されたという顛末がある。

### リビングアーマーのナーマ
アニメ版『EVOLUTION-R』でナーガと声や言動が似ているリビングアーマー（生命を吹き込まれた鎧）のナーマが登場する。元は人間だったのだが、宝探しをしている際に「冥王の壺」に触れてリビングアーマーになったらしい。それ以外の記憶はなく、名前もあやふやだが、回想シーンの影はナーガと酷似しており、同一人物を暗示させる。
ちなみに、彼女が「冥王の壺」に触れるよう仕掛けたのはゼロスらしく、ナーマの名前を聞いた時に意味ありげなセリフを呟いていた。
ナーマが活動を停止した際には本来の体に魂が戻り、なぜかミカン箱に入っていたナーマの本体である人物がえんえんと聞き覚えのある高笑いをしながらズームアウトしていく演出が取られた。箱に入ったままカメラアウトするために人間にもどったナーマの姿は見えず、実際その正体は謎のままとされた。